# 2-Méthyltétrahydrofurane
Le 2-méthyltétrahydrofurane est un composé organique de formule CH3C4H7O. C'est un solvant inflammable notamment utilisé en remplacement du tétrahydrofurane (THF). Il peut être également utilisé comme carburant.

## Stéréochimie
Le 2-méthyltétrahydrofurane est chiral, possédant un centre stéréogène qui porte le substituant méthyle ; il existe donc sous la forme de deux énantiomères :
- le (R)-(–)-2-méthyltétrahydrofurane de numéro CAS 63798-13-0 qui est lévogyre ;
- le (S)-(+)-2-méthyltétrahydrofurane de numéro CAS 63798-12-9 qui est dextrogyre.

## Préparation
Le 2-méthyltétrahydrofurane est principalement synthétisé par hydrogénation catalytique du furfural.
OC4H3CHO + 4 H2 → OC4H7CH3 + H2O
Il peut être également produit à partir de l'acide lévulinique. Une première étape consiste en une cyclisation suivie d'une réduction en γ-valérolactone.
La lactone est ensuite hydrogénée en 1,4-pentandiol qui est déshydraté pour former le 2-méthyltétrahydrofurane.

## Utilisations
Le 2-méthyltétrahydrofurane est principalement utilisé comme solvant pour remplacer le THF à cause de son point d'ébullition plus élevé. Néanmoins il peut, comme ce dernier, former des peroxydes dangereux, ce qui peut être aussi évité par adjonction d'un inhibiteur et antioxydant puissant,, le 2,6-di-tertiobutyl-4-méthylphénol (DTBMP) improprement dénommé « hydroxytoluène butylé ».